# 齋藤崇人
齋藤 崇人（さいとう たかと、1985年5月10日 - ）は、新潟県新潟市出身の元プロバスケットボール選手である。

## 来歴
10歳の時にバスケットボールを始める。
中学校は新潟市立東石山中学校に進学。
2001年4月、地元の名門新潟県立新潟商業高等学校に進学し、1年生時よりスタメンでインターハイ、ウインターカップに出場。3年生時の2003年ウインターカップでベスト8入り。
2004年4月、日本大学に進学。3年生時の全日本大学バスケットボール選手権大会（インカレ）で3位。4年生時の関東リーグ戦で準優勝し、敢闘賞を受賞。インカレは5位。
大学在学中の2008年1月にbjリーグ2次トライアウトに合格して育成指定選手となり、2月にアーリーチャレンジ制度により新潟アルビレックスBBに入団。
2010年にプロテクト対象選手になり翌シーズンも新潟でプレー。
2011年6月にエクスパンションドラフトにて信州ブレイブウォリアーズに指名され入団。キャプテンに就任。中心選手の一人となり、2011-12はスタメンに定着してレギュラーシーズン全52試合に出場。2012-13シーズンアシストランキング9位。
現役引退後の2019-2020シーズン、信州ブレイブウォリアーズ「ホームタウン活動推進担当」に就任。

## 経歴
- 新潟市立東石山中学校（1998年〜2001年） - 新潟商業高校（2001年〜2004年） - 日本大学（2004年〜2008年） - 新潟（2008年〜2011年） - 信州（2011年～）

## 記録
| シーズン | チーム | GP | GS | MPG  | FG%  | 3P%  | FT%  | RPG | APG | SPG | BPG | TO  | PPG |
| -------- | ------ | -- | -- | ---- | ---- | ---- | ---- | --- | --- | --- | --- | --- | --- |
| 2007-08  | 新潟   | 9  | 0  | 7.9  | .217 | .143 | .667 | 0.9 | 0.4 | 0.2 | 0   | 0.9 | 1.8 |
| 2008-09  | 新潟   | 46 | 1  | 11.6 | .412 | .341 | .577 | 1.0 | 1.3 | 0.6 | 0.0 | 0.8 | 2.5 |
| 2009-10  | 新潟   | 52 | 1  | 10.2 | .340 | .338 | .667 | 1.8 | 1.5 | 0.8 | 0   | 0.8 | 2.8 |
| 2010-11  | 新潟   | 40 | 16 | 16.8 | .236 | .240 | .636 | 1.4 | 1.8 | 0.5 | 0   | 0.6 | 1.7 |
| 2011-12  | 信州   | 52 | 51 | 29.8 | .303 | .298 | .719 | 2.5 | 3.6 | 1.3 | 0.1 | 2.0 | 6.4 |
| 2012-13  | 信州   | 52 | 51 | 28.3 | .348 | .331 | .756 | 2.8 | 3.9 | 1.0 | 0.1 | 1.7 | 6.6 |
| 2013-14  | 信州   | 52 | 12 | 10.0 | .390 | .372 | .821 | 1.1 | 1.6 | 0.3 | 0.0 | 0.5 | 2.0 |